# 984型レーダー
984型レーダー（英語: Type 984 radar）は、イギリスで開発された3次元レーダー。電磁レンズによるビーム走査という非常に野心的な設計を採用しており、アメリカのAN/SPS-2（試作のみ）と比せられる。
本機は、高角測定を含めた戦闘機の管制を目的として開発された。1950年代当時、艦隊で標準的であった960型レーダーのほうが本機よりも探知距離では優れていたものの、電子防護能力で劣る上に、こちらは高角測定能力は備えていなかった。開発は1940年代末より海軍の研究機関であるAdmiralty Surface Weapons Establishmentで開始され、1950年にマルコーニ社に移管された。
俯仰角方向の走査はペンシルビームを指向することによる電子走査としており、方位角方向の走査は、電子走査とともにアンテナの旋回による機械式を併用している。ビーム走査は電磁レンズによって行っており、レーダー送信機の前方にレンズ配列を置いたことから、サーチライトに似た非常に独特な外見のアンテナとなった。レーダー送信機としては、送信尖頭電力3メガワットのマグネトロンを3個使用している。アンテナには5つのスキャナが備えられており、ビーム幅1.7度のペンシル・ビーム5本を同時に生成することができる。これらのペンシル・ビームは5度ずつのセクター走査を毎秒16回行っている。
本機は、1958年に空母「ヴィクトリアス」に搭載されて、運用を開始した。従来使用されてきた960型、982型、983型を統合して代替できる戦闘機管制レーダーとして、非常に好評であったが、独特の設計のためにシステムは大重量・複雑化したことから、同艦のほかには、空母「ハーミーズ」および「イーグル」に搭載されたのみとなった。